# Martina Janková
Martina Janková (geboren 1972 in Orlová) ist eine tschechisch-schweizerische Opernsängerin (Sopran).

## Leben
Janková gehörte nach ihrem Studium an der Musik-Akademie der Stadt Basel und dem Internationalen Opernstudio Zürich vierzehn Jahre dem Ensemble des Opernhauses Zürich an, wo sie unter Dirigenten wie Nikolaus Harnoncourt, William Christie, Mark Minkowski, Christopher Hogwood, Ádám Fischer und Ingo Metzmacher sang.

### Oper
In Zürich gestaltete die Künstlerin insbesondere Mozart-Rollen, wie Susanna, Despina, Pamina und Zerlina sowie die Celia in Lucio Silla. Sie sang aber auch die Angelica in Händels Orlando, die Titelrolle in Janáčeks Das schlaue Füchslein, Nanetta und Marzellina, die Gretel in Humperdincks Hänsel und Gretel oder den Ighino in Pfitzners Palestrina.
Eine enge Zusammenarbeit verbindet die Künstlerin mit den Salzburger Festspielen. Sie debütierte im Jahr 2000 als Erste Dame in Luigi Cherubinis Médée, kehrte 2001 als Echo in Ariadne auf Naxos und Karolka in Jenufa zurück, sang dann 2002 die Papagena, 2003 den Tebaldo und die Hermione, 2005 erneut die Papagena, 2007 den Cherubino und 2012 die Aminta in Mozarts Re pastore, schließlich 2013 die Despina. Auch wirkte sie in mehreren Konzerten mit, zuletzt 2012 und 2013 im Rahmen der Ouverture spirituelle.
Weitere Engagements führten sie als Marzelline an die Opéra National de Paris (als Ilia und Despina, sowie als Sofia in Rossinis Il signor Bruschino), an die Státní opera Praha, als Celia zu den Wiener Festwochen und in mehreren Rollen ans Grand Théâtre de Genève – unter anderem als Drusilla in Monteverdis L’incoronazione di Poppea.

### Konzert
Martina Janková ist auch Konzertsängerin und sang unter anderem mit den Berliner und Münchner Philharmonikern, den Radio-Sinfonieorchestern Frankfurt und Berlin, dem Israel Philharmonic Orchestra, dem Concentus Musicus Wien, der Tschechischen Philharmonie, dem Tonhalle-Orchester Zürich und dem Orchester La Scintilla des Opernhauses Zürich sowie dem Cleveland Orchestra unter Dirigenten wie Ivor Bolton, Bertrand de Billy, Riccardo Chailly, Iván Fischer, Sir John Eliot Gardiner, Daniele Gatti, Nikolaus Harnoncourt, Philippe Herreweghe, Marek Janowski, Sir Neville Marriner, Ingo Metzmacher, Sir Simon Rattle oder Wolfgang Sawallisch.
Als Liedsängerin war Martina Janková in der Londoner Wigmore Hall, beim Prager Frühling, beim Rheingau Musik Festival und beim Festival Musiques en Été in Genf, bei der Styriarte in Graz, beim Lucerne Festival sowie bei den Salzburger Festspielen zu hören. Darüber hinaus sang sie mehrere Liederabende an der Zürcher Oper, auch Duo-Abende mit Bernarda Fink.

## Aufnahmen (Auswahl)

### Opern-Gesamtaufnahmen
- Iphigénie en Tauride von Christoph Willibald Gluck, Dirigent William Christie, Opernregie Claus Guth, Filmregie Thomas Grimm, mit Juliette Galstian (Iphigenie), Rodney Gilfry (Orestes), Deon van der Walt (Pylades), Anton Scharinger (Thoas) und Martina Janková (Diana). Live-Aufnahme aus dem Opernhaus Zürich. DVD. Arthaus.
- Orlando von Georg Friedrich Händel (2007): Marijana Mijanović (Orlando), Martina Janková (Angelica), Katharina Peetz (Medoro), Christina Clark (Dorinda), Konstantin Wolff (Zoroastro) – „La Scintilla“ Orchester des Opernhauses Zürich; Dir. William Christie. DVD. Arthaus.
- als Angelo in La Resurrezione von Georg Friedrich Händel
- Tilly in Simplicius von Johann Strauss
- Zerlina in Don Giovanni
- Susanna in Le nozze di Figaro
- Despina in Così fan tutte

### Solo-Recitals
- Recollection, Lieder von Joseph Haydn
- Bach-Kantaten, mit Collegium 1704 unter Václav Luks, 2013.

## Auszeichnungen
- 1995: Internationaler Gesangswettbewerb Neue Stimmen, Operettenpreis